# Veliki ikozihemidodekaeder
| Veliki ikozihemidodekaeder                   | Veliki ikozihemidodekaeder                           |
| -------------------------------------------- | ---------------------------------------------------- |
|                                              |                                                      |
| Vrsta                                        | uniformni zvezdni polieder                           |
| Elementi                                     | F = 26, E = 60, V =30 ({\displaystyle \chi \,} = -4) |
| Stranske ploskve po stranicah                | 20{3}+6{10/3}                                        |
| Wythoffovi simboli                           | 3/2 3 \| 5/3                                         |
| Simetrijska grupa                            | Ih, [5,3], *532                                      |
| Bowerjeva okrajšava                          | Geihid                                               |
| Sklici                                       | U71, C85, W106                                       |
| veliki ikozihemidodekakron (dualni polieder) | (3.10/3.3/2.10/3) slika oglišč                       |

Veliki ikozihemidodekaeder je nekonveksni uniformni polieder z oznako (indeksom) U71. Njegova slika oglišč je križni štirikotnik.  
Je hemipolieder, ki ima šest dekagramskih stranskih ploskev, ki potekajo skozi središče modela.

## Sorodni poliedri
Njegova konveksna ogrinjača je ikozidodekaeder. Ima enako razvrstitev oglišč kot veliki ikozidodekaeder, ki ima skupne trikotne stranske ploskve, in dodekahemidodekaeder, ki pa ima skupne dekagramske stranske ploskve.
| veliki ikozidodekaeder                | veliki dodekahemidodekaeder | veliki ikozihemidodekaeder |
| ikozidodekaeder (konveksna ogrinjača) |                             |                            |